# George Bush Presidential Library
Die George Bush Presidential Library and Museum ist die Präsidentenbibliothek von George H. W. Bush, dem 41. Präsidenten der Vereinigten Staaten.

## Ausstellung
Sie liegt auf einem Areal der Texas A&M University in College Station im US-Bundesstaat Texas und wurde im November 1997 eingeweiht. Der Komplex wurde von dem Architekturbüro Hellmuth, Obata + Kassabaum geplant. Zur Ausstellung gehören über 38 Mio. Akten und Aufzeichnungen, welche die Karriere von George H. W. Bush und die historischen Ereignisse dieser Zeit dokumentieren. Neben den Textdokumenten wie Reden oder Briefe, gehören auch ca. 1 Mio. Bilder und Fotografien sowie zahlreiche Videos und Tonaufnahmen zum Bestand. Daneben finden regelmäßig wechselnde Ausstellungen und Veranstaltungen im Museum statt.

## Burial Site
Auf dem Gelände der George Bush Presidential Library and Museum Burial Site befinden sich zudem die Grabstätten des Präsidenten († 2018), seiner Frau Barbara Bush († 2018) und der Tochter Pauline Robinson Bush († 1953, umgebettet 2000).

## George Bush Award
Die Presidential Library Stiftung vergibt den George Bush Award for Excellence für herausragendes Engagement im Dienste der Öffentlichkeit (engl.: „An individual's or group's dedication to public service at the local, state, national or international level“). Die bisherigen Preisträger sind:
- 2019 John Major
- 2018 Brian Mulroney
- 2013 Musa bint Nasser al-Missned
- 2011 Ronald Reagan
- 2007 Robert M. Gates
- 2006 William "Billy" F. Graham
- 2004 Arnold Schwarzenegger
- 2003 Edward M. Kennedy
- 2001 Michail Sergejewitsch Gorbatschow
- 2000 Helmut Kohl